# Mountmellick
Mountmellick, irisch Móinteach Mílic („Moor am Flussrand“), ist eine Kleinstadt in der Republik Irland im County Laois. Bei der Volkszählung 2022 hatte sie 3172 (und mit dem Umland 4905) Einwohner.

## Geschichte
Mitte des 17. Jahrhunderts siedelten sich Quäker in Mountmellick an und in der Folge entwickelte sich eine florierende Industrie (vor allem Leder und Textil), so dass die Stadt sogar als Manchester von Irland bekannt war und mehr als 4500 Einwohner hatte.
Der Abschwung kam mit der Großen Hungersnot Mitte der 1840er Jahre.
Ein kurz vorher erbautes Workhaus musste erheblich erweitert werden.
Heute hat Mountmellick seine einstige Bedeutung verloren.

## Lage
Mountmellick liegt wenige Kilometer vom nordöstlichen Rand der Slieve Bloom Mountains entfernt am Ufer des kleinen Flusses Owenass, der zwei Kilometer nördlich in den Barrow mündet.
Der Verwaltungssitz des Countys (Port Laoise) liegt zehn Kilometer südlich.

## Transport
Durch Mountmellick führen die Überlandstraße N80 sowie die Regionalstraßen R422 und R423.
Eine 1895 gebaute Stichbahn nach Portlaoise verband die Stadt bis zum Januar 1947 mit dem weiteren irischen Bahnnetz. Bis zum Januar 1963 fuhren auf der Linie noch gelegentlich Güterzüge, danach wurde sie ganz aufgegeben.
Von 1827 bis 1831 wurde ein Stichkanal erbaut, der Mountmellick über Portarlington nach Monasterevin mit der Barrow-Linie des Grand Canals verband. Der Kanal wurde 1960 aufgegeben und teilweise überbaut.
Heute (Stand Oktober 2020) wird die Stadt zweimal täglich in jeder Richtung von der Linie 73 der nationalen Transportgesellschaft Bus Éireann bedient.

## Persönlichkeiten
- Oliver J. Flanagan (1920–1987), irischer Politiker
- Charles Flanagan (* 1956), irischer Politiker